# Solothurn Classics
Solothurn Classics (ehemals Classic Openair) war ein Sommerfestspiel im schweizerischen Solothurn, das von 1991 bis 2015 alljährlich Ende Juni/Anfang Juli stattfand.
Das Openair wurde erstmals 1991 als Privatinitiative von Opernliebhaber Dino Arici lanciert. Die Abendkonzertveranstaltungen fanden bei schönem Wetter auf der St.-Ursen-Bastion statt, bei schlechtem Wetter besass das Openair mit der Rythalle Solothurn eine Alternative. 2006 wurde mit 11'000 Besuchern eine Auslastung von 95 % erreicht. In insgesamt elf Vorstellungen wurden damals acht Opern aufgeführt.
2008 kam als Festival-Orchester die Staatsoper von Bulgarien mit Orchester und Chor nach Solothurn. Es gab elf Opernaufführungen mit internationaler Besetzung. Den Beginn machte Mozarts Zauberflöte mit Jörg Schneider und Noëmi Nadelmann. Daneben wurden u. a. auch Don Giovanni und von Verdi die Stücke Nabucco, Macbeth, Don Carlo und Un ballo in maschera aufgeführt.
Nach 20 Ausgaben trat Dino Arici im Anschluss an das Openair 2010 zurück. Der vorgesehene Nachfolger, Martin Jäggi, reichte im September überraschend nach nur einem Monat seine Demission ein. Die Zukunft des Anlasses war lange Zeit ungewiss und die Ausgabe 2011 musste schliesslich abgesagt werden. Im Februar 2011 wurde von der Dino Arici Stiftung bekannt gegeben, dass die 26-jährige Juristin Iris Kofmel, Tochter von Alt-Nationalrat Peter Kofmel, neue Leiterin des Open Airs werde.
Das Openair erhielt unter neuer Leitung auch einen neuen Gesamtauftritt und wurde im November 2011 in Solothurn Classics umbenannt. Die Solothurn Classics 2012 fanden vom 28. Juni bis 7. Juli 2012 statt. Es wurden fünf Opern, ein Orchesterkonzert, die Operette Die Csárdásfürstin, die traditionelle Solistengala sowie eine Romantic Night mit Arien und Volksliedern aufgeführt.
In den letzten Jahren ihres Bestehens waren die Zuschauerzahlen der Solothurn Classics gesunken; nach der Ausgabe 2015 galt das Festival als «faktisch pleite». In der Folge wurde eine Kooperation mit der Aargauer Oper Schenkenberg angekündigt. Deren Produktion «Il Trovatore» 2013 galt künstlerisch als erfolgreich, finanziell aber ebenfalls als «Debakel». Es sollte ein neues Festival entstehen, das jährlich eine Freilichtoper organisiert hätte, abwechslungsweise in der Stadt Solothurn und in der Region Brugg-Windisch. Nachdem es der Oper Schenkenberg bei ihrer Produktion des «Rigoletto» 2015 aber ebenfalls an Zuschauern gefehlt hatte und sie in der Folge in Konkurs gegangen war, wurde die für den Sommer 2017 geplante Aufführung von «Tosca» in Solothurn abgesagt und der Verein Solothurn Classics meldete Anfang 2017 ebenfalls Konkurs an, nachdem sich bereits Ende November 2016 der Verein Freunde des Solothurn Classics aufgelöst hatte.